# Markus Aujalay

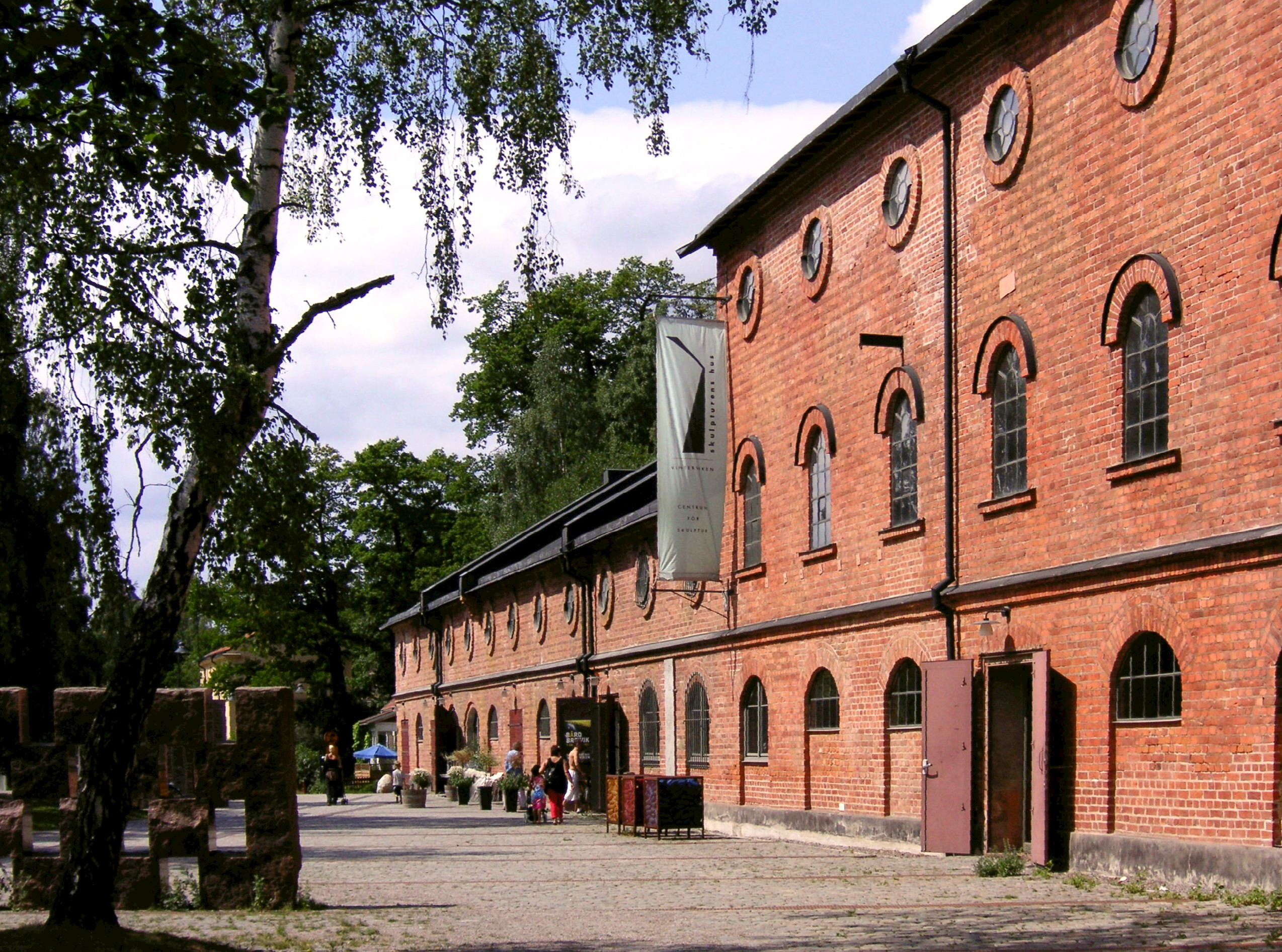
Restaurang Winterviken i Stockholm.

Nils Markus Aujalay, född 30 april 1971 i Uppsala, är en svensk kock som medverkat i flera svenska matlagningsprogram på TV4. Han belönades med utmärkelsen Årets kock 2004.

## Biografi
Markus Aujalay har en burmesisk far och en svensk mor. Hans farfar föddes i norra Indien och emigrerade till Burma som 17-åring. Där  fick han en son, Aujalays far, som senare flyttade till England. Där kom fadern att träffa Markus Aujalays mor.
Aujalays första arbete som kock var på Arlandia hotell några år efter gymnasiet. Han fick sedan anställning på Operakällaren.  Aujalay har sedan arbetat på bland annat restaurang Fredsgatan 12 och driver restaurangrörelsen i Winterviken i Stockholm, Fjällpuben i Åre, restaurang Tegelbacken och har medverkat som jurymedlem i programmet Sveriges mästerkock och Sveriges yngsta mästerkock på TV4.
År 2000 blev Aujalay utsedd till Årets gröna kock och Årets viltkock. År 2004 fick han utmärkelsen Årets kock.
Aujalay har gett ut kokböckerna Mat hemma och på krogen (2005), Med mycket grönt (2009), Måndag-torsdag : riktig mat för familjen (2010), Mina favoriter från Barcelona (2011), Markus pasta (2012), Markus kokbok - plockmat, vardagslyx, söndagsmiddag och desserter (2012), Markus höst- och vintermat (2014) samt Markus vår- och sommarmat (2015). Har även egna viner, rött och rosé Signature by Markus Aujalay.

## Övrigt
2018 medverkade han i Julkalendern Storm på Lugna gatan där han spelar en jurymedlem i en tävling.
2019 medverkade han i TV-programmet Över Atlanten.
Sedan 2020 har han sin egen YouTube-kanal där han laddar upp en ny receptvideo varje vecka. Kanalen hade 2021 fler än 143 000 prenumeranter.
Den 29 mars 2024 deltog Aujalay i TV-programmet Masked Singer Sveriges fjärde säsong, på TV-kanalen TV4. Han deltog där i det andra avsnittet av programmet, utklädd till karaktären "Lejonet".